# Cappella di Nostra-Signora del Kreisker
La Cappella della Madonna del Kreisker, in Francese Chapelle Notre-Dame du Kreisker, è un mirabile edificio tardo-gotico della cittadina di Saint-Pol-de-Léon, nella regione della Bretagna, in Francia.

## Storia e descrizione

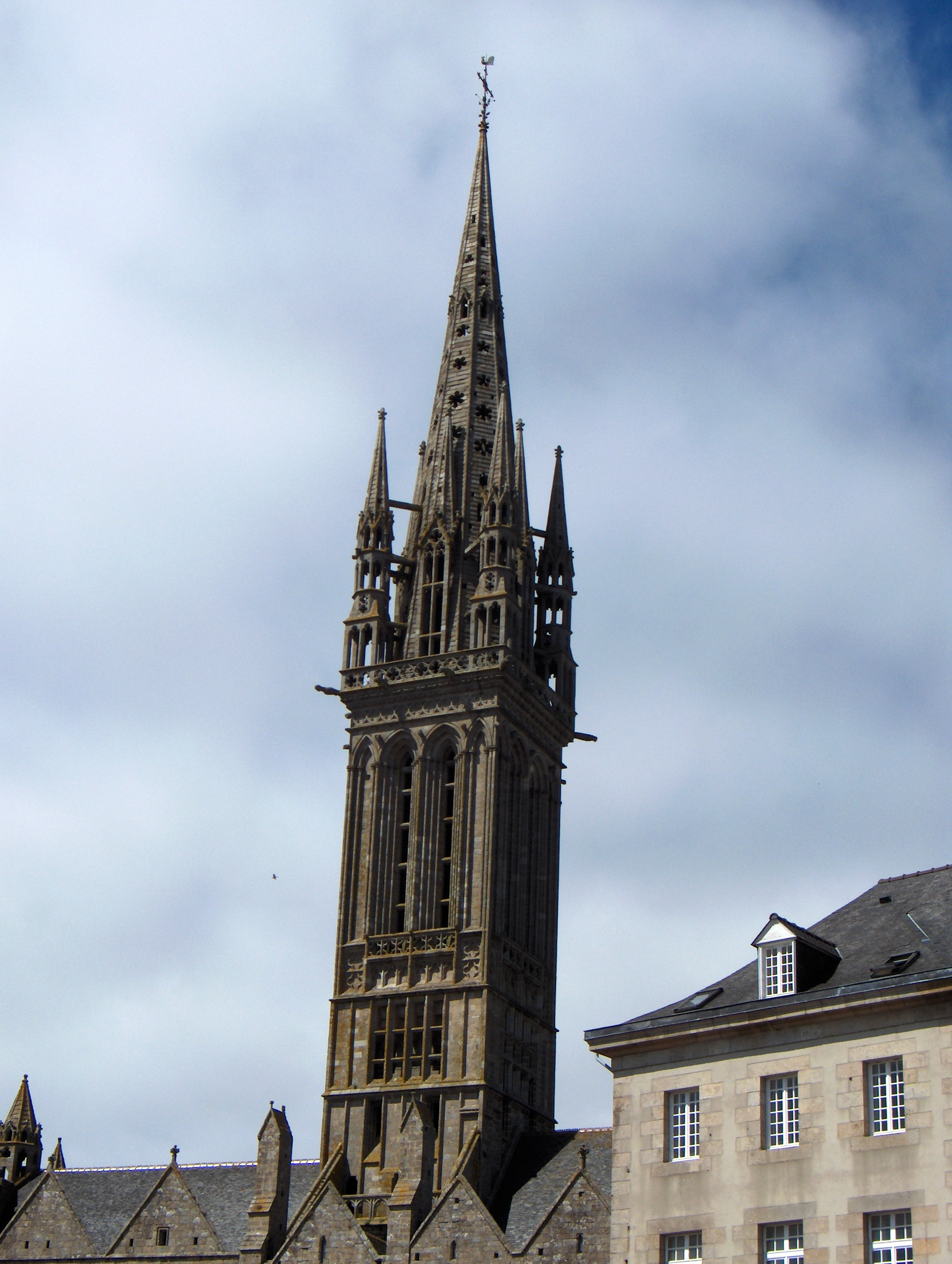
l'agilissima torre di 78 metri

Le fondamenta della cappella risalgono al VI secolo. La leggenda narra che una giovane lavandaia che aveva osato lavorare nel giorno festivo dedicato alla vergine rimase completamente paralizzata. Grazie al suo pentimento Saint-Kirec la guarì ed ella fece dono della sua casa per farne una cappella votiva. Si diede dunque nome alla cappella di "Kreis-ker" poiché situata nel centro del paese.
Tuttavia la prima cappella dedicata alla Vergine, eretta in legno, non resistette alle devastazioni dei normanni dell'875.
Sarà il duca Giovanni IV di Bretagna a far costruire una nuova cappella, l'odierna, nel 1344. L'architetto è sconosciuto ma secondo certe tradizioni locali, e qualche dettaglio architettonico, sembra essere inglese; forse portato dalla moglie del duca, Maria d'Inghilterra.
La tradizione vuole che gli Inglesi, durante la Guerra di successione bretone, dopo aver bruciato la città il 3 maggio 1375, ebbero ricostruito il Kreisker imprimendo il loro stile Gotico perpendicolare. Gli inglesi, che si installarono in città dopo la Guerra di Successione, utilizzarono strategicamente la torre come vedetta sul mare e sulle terre circostanti. Nel portico nord si trova ancora intatta un'abitazione della fine del quattrocento. Durante il Medioevo, in assenza di un'aula comunale, il consiglio cittadino di Saint-Pol-de-Léon si riuniva in una sala all'interno del Kreisker.

## La torre campanaria
Il Kreisker con i suoi 78 metri d'altezza è il più alto campanile della Bretagna, risale al XIV e XV secolo. Fu usato dagli inglesi durante la guerra di successione bretone come vedetta e fu poi modificato con una chiara influenza gotico-normanna e dotato di flèche. Quando, all'inizio del XIX secolo, se ne decise la demolizione, la torre fu mantenuta per volontà di Napoleone.
La torre poggia su 4 pilastri da soli 3.20 m di larghezza. Confrontando la leggerezza dei pilastri rispetto all'altezza della torre, si fatica a credere che questa énorme massa possa essere sostenuta da fondamenta, in apparenza, così fragili. La guglia, in granito è di base ottagonale e presenta 80 fori. Dalla balaustra, alla quale si accede grazie ad una scala da 169 gradini, lo sguardo può abbracciare uno splendido panorama sulla città, fino al mare.